# Антуса Омонийска
Антуса Омонийска (* 757 в Константинопол, † 809 в Омонийския манастир, Константинопол) от Исаврийската династия е византийска принцеса, дъщеря на византийския император Константин V (741–775) и третата му съпруга августа Евдокия. Тя е светица на Православната църква. Почитана е като преподобна на 12, 17 и 18 април.
Тя помага на Никодим Светогорец при съставянето на „Великия Синаксар“. След смъртта на баща ѝ тя раздала цялото си състояние на нуждаещи и на манастири.
Императрица Ирина Атинянката ѝ предлага да управляват заедно. Тя отказва и през 784 г. патриарх Тарасий I я постригва за монахиня в константинополския манастир „Свети Евтимий“. По-късно Антуса става игуменка на константинополския манастир Омоний. Умира през 809 г. на 52 години.